# Parc national de la Yamaska
Der Parc national de la Yamaska ist einer der Nationalparks in der kanadischen Provinz Québec. Dort entspricht ein Parc national allerdings dem, was in den übrigen Provinzen und Territorien ein Provinzpark ist. Der Park wird von Sépaq (französisch Société des établissements de plein air du Québec bzw. englisch Society of outdoor recreation establishments of Quebec) betrieben.
Die Aufgabe des 1983 im äußersten Süden der Provinz eingerichteten, nur 12,89 km² großen Parks, besteht darin, das unter erheblich strengerem Schutz stehende Réservoir Choinière, ein Trinkwasserreservoir, zu umgeben und über den Rivière Yamaska Nord mit reinem Wasser zu versorgen. Der Eintrag von Chemikalien aus der Landwirtschaft erschwert diese Arbeit.

## Geschichte
Das Schutzgebiet wurde bereits 1977 am Rivière Yamaska Nord geschaffen. Es wurde ein Wasserschutzgebiet eingerichtet, um die Wasserversorgung der Stadt Granby zu sichern. Dies geschah auf der Grundlage eines Reservoirs von 30 Millionen m³ Wasser. Dabei liegt das 466 ha große Reservoir fast vollständig außerhalb des Parks. Der Lac Waterloo ist stark eutrophiert und an ihm sollen verschiedene Möglichkeiten, einen See wieder zu beleben, erprobt werden. Da der Yamaska Nord der einzig nennenswerte Zufluss zum See ist, musste die Eutrophierung dieses Flusses durch in der Landwirtschaft eingesetzte Düngemittel zwischen 1980 und 1990 unterbunden werden, was nur teilweise gelang. Das zeitweise überfischte Gebiet begrenzte die Zahl der Winterfänge auf 40.000 Weißfische, so dass sich die Bestände mehrerer Fischarten erholen konnten.